# مخدبی
مخدبی (به انگلیسی: Mukhdabbi) یک منطقهٔ مسکونی در پاکستان است که در خیبر پختونخوا واقع شده‌است. مخدبی ۱٬۱۳۷ متر بالاتر از سطح دریا واقع شده‌است.